# Hällträskskogen
Hällträskskogen este o arie protejată (arie specială de conservare — SAC, sit de importanță comunitară — SCI) din Suedia întinsă pe o suprafață de 8,2 ha, integral pe uscat.

## Localizare
Centrul sitului Hällträskskogen este situat la coordonatele 65°35′16″N 21°23′49″E / 65.5879°N 21.397°E.

## Înființare
Situl Hällträskskogen a fost declarat sit de importanță comunitară în iulie 2000 pentru a proteja 1 specie de plante. Situl a fost protejat și ca arie specială de conservare în martie 2011.

## Biodiversitate
Situată în ecoregiunea boreală, aria protejată conține 2 habitate naturale: Taiga vestică, Păduri fino-scandinave bogate în ierburi cu Picea abies.
La baza desemnării sitului se află o specie protejată de  plante: Calypso bulbosa.